# بشكوزه (جرجر)
بشكوزه (بالكردية: Kortiyan‏) (بالتركية: Beşgöze)‏ هي قرية كرديّة تتبع إداريّاً لمديرية جرجر في محافظة أديامان التركية، بلغ عدد سكانها 391 نسمة في عام 2021.